# Plumbago europaea
Espèce
Classification APG III (2009)
Plumbago europaea, la dentelaire ou dentelaire d'Europe est une espèce végétale de la famille des Plumbaginaceae.